# Donorovyn Lchùmbėngarav
Donorovyn Lümbengarav (mongolo: Доноровын Лхүмбэнгарав; Ulan Bator, 27 gennaio 1977) è un allenatore di calcio e calciatore mongolo, di ruolo difensore, tecnico dell'Anduud City.

## Carriera

### Club
Nel 1998 gioca al Delger. Nel 1999 passa al Bayangol. Nel 2001 si trasferisce all'Ulaanbaator Mon-Uran. Nel 2004 viene acquistato dal Khoromkhon. Nel 2007 si trasferisce all'Erchim. Nel 2009 passa all'Ulaanbaatar University. Nel 2016 viene acquistato dal Selenge Press

### Nazionale
Ha debuttato in nazionale nel 2000. Ha collezionato in totale, con la maglia della nazionale, 34 presenze e 6 reti.

## Palmarès

### Club

#### Competizioni nazionali
- Niislel League: 3

Erchim: 2007, 2008
Ulaanbaatar Univ.: 2009